# High Noon (Do Not Forsake Me, Oh My Darlin')
High Noon (Do Not Forsake Me, Oh My Darlin') es una canción compuesta por Dimitri Tiomkin en 1952, con letra de Ned Washington, para la película High Noon —en Argentina, A la hora señalada; en España, Solo ante el peligro—, donde es interpretada durante los créditos de apertura por Tex Ritter. La canción ganó el premio Óscar a la mejor canción original de dicho año.

## Contexto
La canción habla del protagonista de la película Will Kane (interpretado por Gary Cooper) y el dilema que tiene su recién casada esposa Amy Fowler Kane (interpretada por Grace Kelly) de quedarse con él o abondonarlo, ya que Will debe enfrentarse a un peligroso bandolero.
En la lista de las 100 canciones más representativas del cine estadounidense realizada por el American Film Institute quedó en el puesto número 25.

## Letra
Do not forsake me, oh my darlin'
 On this, our weddin' day
 Do not forsake me, oh my darlin'
 Wait, wait along
I do not know what fate awaits me
 I only know I must be brave
 And I must face a man who hates me
 Or lie a coward, a craven coward
 Or lie a coward in my grave
S'posin' I lose my fair-haired beauty
 Look at that big hand move along
 Nearin' high noon
He made a vow while in state prison
 Vowed it would be my life or his'n
 I'm not afraid of death but oh
 What will I do if you leave me?
Do not forsake me, oh my darlin'
 You made that promise as a bride
 Do not forsake me, oh my darlin'
 Although you're grievin', don't think of leavin'
 Now that I need you by my side
Wait along,(wait along) wait along
 Wait along, wait along
 (Wait along, wait along, wait along, wait along)